# Accés múltiple
En telecomunicacions, el terme accés múltiple té els significats següents:
1. En xarxes d'ordinadors i en xarxes sense fils (com la telefonia mòbil) quan parlem del mètode d'accés múltiple estem parlant del mètode que estem fent servir per accedir al canal, és a dir d'un esquema que permet la connexió de diversos terminals a un mateix medi físic per tal de transmetre a la vegada informació a través d'aquest i compartir la seva capacitat. Alguns exemples de mètodes d'accés múltiple són TDMA, FDMA, CDMA, OFDMA i d'altres mètodes d'accés múltiple capaços de detectar col·lisions com CSMA/CD.
2. La connexió d'un usuari a dos o més centres de commutació fent ús de línies d'accés diferent a través d'un missatge (indicador d'encaminament) o a través de l'ús d'un número de telèfon.
3. En comunicacions per satèl·lit és la capacitat d'un dels satèl·lits per a funcionar com a part d'un enllaç de dades entre altres satèl·lits. En l'actualitat, en aquest àmbit s'usen comunament tres mètodes d'accés múltiple: CDMA, FDMA i TDMA.